# Наука
Нау́ка (праслав. *na- + *učiti — учить, выкнуть) — деятельность, направленная на выработку и систематизацию объективных знаний о действительности.
Эта деятельность осуществляется путём сбора фактов, их регулярного обновления, систематизации и критического анализа. На этой основе выполняется обобщение или синтез новых знаний, которые описывают наблюдаемые природные или общественные явления и указывают на причинно-следственные связи, что позволяет осуществлять прогнозирование. Те гипотезы, которые описывают совокупность наблюдаемых фактов и не опровергаются экспериментами, признаются законами природы или общества (см. научный метод).
По мнению историка науки И. Н. Веселовского, «Современная наука, по существу, опирается на следующие три основы: 1) применение эксперимента, наблюдения и опыта при изучении природы; 2) логические доказательства выводов, полученных из основных предпосылок; 3) возможность математического представления природных процессов».
Наука в широком смысле включает в себя все условия и компоненты соответствующей деятельности:
- разделение и кооперацию научного труда;
- научные учреждения, экспериментальное и лабораторное оборудование;
- методы научно-исследовательской работы;
- терминологический и классификационный аппарат;
- систему накопления, хранения и использования информации.

Науковедение — исследовательская отрасль, занимающаяся изучением науки.

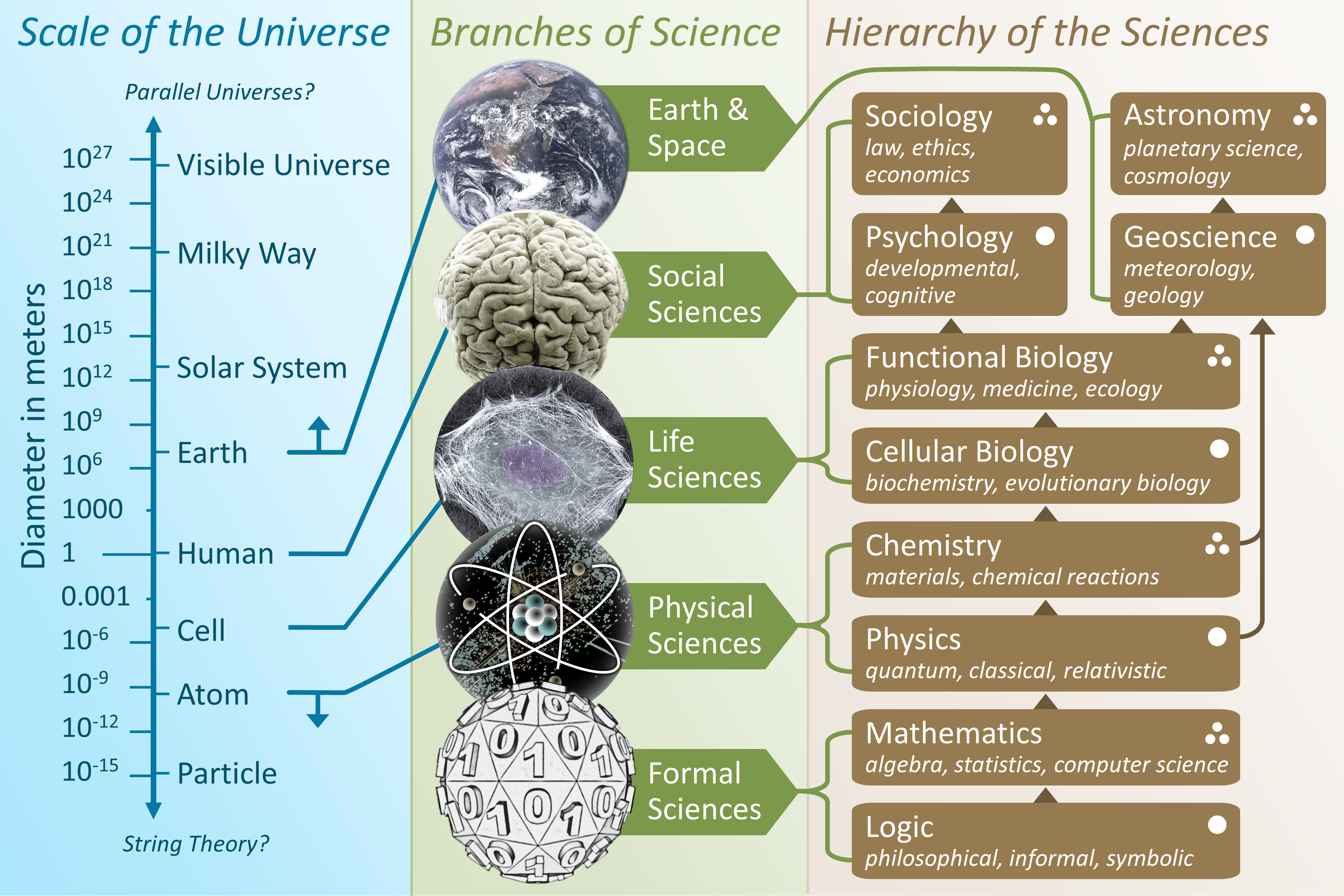
Масштабы объектов Вселенной, сопоставляемые с отраслями науки; формальные науки выделяются как основа научного знания

## Основные признаки науки
- Наука есть знание, зафиксированное в определённой системе знаков, построенной на основании точных правил.
- Наука всегда фиксируется в максимально определённом (для каждого исторического уровня) языке.
- Наука есть система знаний о законах функционирования и развития объектов.
- Наука представляет собой знание, эмпирически проверяемое и подтверждаемое.
- Наука представляет собой систему непрерывно возрастающих и пополняющихся знаний. Это пополнение осуществляется при помощи наиболее совершенных методов.
- Наука обладает составом, в который входят предмет, теория и гипотеза, метод и факт, описание эмпирического материала.

## История
С развитием письменности в странах древних цивилизаций накапливались и осмысливались эмпирические знания о природе, человеке и обществе, возникали зачатки математики, логики, геометрии, астрономии, медицины. Предшественниками современных учёных были философы Древней Греции и Рима, для которых размышления и поиск истины становятся основным занятием. В Древней Греции появляются варианты классификации знаний.
Наука Средневековья начиналась как рецепция античного знания в исламском мире через переводы на арабский язык древнегреческих текстов. Позже, уже в XII веке латинские переводы арабских трудов повлияли на Возрождение науки в Европе.
Наука в современном понимании начала складываться с XVI—XVII веков. В ходе исторического развития её влияние вышло за рамки развития техники и технологии. Наука превратилась в важнейший социальный, гуманитарный институт, оказывающий значительное влияние на все сферы общества и культуру. Объём научной деятельности с XVII века удваивается примерно каждые 10—15 лет (рост числа открытий, объёма научной информации, числа научных работников).
Слово «учёный» в современном понимании (scientist), сменившее словосочетание «философ, изучающий природу» (natural philosopher), появилось в середине XIX века.
В развитии науки чередуются экстенсивные и революционные периоды — научные революции, приводящие к изменению её структуры, принципов познания, категорий и методов, а также форм её организации. Для науки характерно диалектическое сочетание процессов её дифференциации и интеграции, развития фундаментальных и прикладных исследований.

## Сообщество
Совокупность занимающихся наукой людей составляет научное сообщество. Научное сообщество представляет собой сложную самоорганизующуюся систему, в которой действуют и государственные учреждения, и общественные организации, и неформальные группы. Отличительной чертой этого сообщества является повышенная степень признания авторитета, достигнутого научными успехами, и сниженный уровень признания авторитета властного, что порой приводит к конфликту государства и научного сообщества. Также следует отметить более высокую, чем в других социальных сферах, эффективность неформальных групп и особенно отдельных личностей. Важнейшими задачами научного сообщества являются признание или отрицание новых идей и теорий, обеспечивающее развитие научного знания, а также поддержка системы образования и подготовки новых научных работников.
Образ жизни и мировоззрение людей научного сообщества могут существенно отличаться от распространённых в обществе. Считается, что сейчас в научном сообществе преобладают атеистические и скептические воззрения. Проведённые в 1990-х годах исследования показали, что лишь 7 % членов американской Национальной академии наук и 3,3 % членов академии наук Великобритании оказались верующими. В то же время, согласно общенациональному опросу, верующими считают себя 68,5 % населения Великобритании. В. Л. Гинзбург в статье на Атеизм.ру указав, что «В статье Изинга („Поиск“ № 25, 1998) приведена опубликованная ранее в Nature (т. 386, с. 435, 1997) таблица, свидетельствующая о том, что среди американских учёных в 1916 г. было 42 % верующих, а в 1996 г. 39 % верующих, то есть их уменьшение не слишком велико. Это кажется странным в свете огромных достижений науки за прошедшие между опросами 80 лет», высказал мнение, что возможной причиной этого стала «реакция на воинствующий атеизм коммунистов». Социолог Элайн Говард Экланд провела опрос 1646 преподавателей работающих в элитных университетах США, предложив им ответить на 36 вопросов на тему веры и духовных практиках, в ходе которого установила, что среди учёных естественно-научного направления (биология, физика и химия) атеистами являются 38 %, причём больше всего неверующих — 41 % оказалось среди биологов, в то время как у социологов — 31 %, а самое меньшее число — 27 % — у политологов. По данным, опубликованным в июне 2005 года исследователями из Чикагского университета, 76 % американских докторов считают себя верующими, а 59 % убеждены в существовании загробной жизни. История науки свидетельствует об изменчивости господствующих представлений и доктрин в науке, а также об их зависимости от политической конъюнктуры соответствующего государства или исторического периода.

### Учёные
Учёный — представитель науки, осуществляющий осмысленную деятельность по формированию научной картины мира, чья научная деятельность и квалификация в той или иной форме получили признание со стороны научного сообщества. Основной формальный признак признания квалификации — публикация материалов исследований в авторитетных научных изданиях и доклады на авторитетных научных конференциях. Доклад на всероссийских и международных научных конференциях приравнивается к научной публикации, однако для соискателей учёной степени существует ряд ограничений. В России сделана формальная попытка отделить авторитетные научные издания от прочих в виде списка изданий, публикации в которых признаются ВАК. Однако даже среди авторитетных изданий и конференций существует понимаемая не вполне однозначно система приоритетов. Как правило, наибольшим приоритетом пользуются международные издания и конференции, и признание на международном уровне выше национального. Авторитет и признание квалификации учёного связан с его известностью в узких кругах специалистов. Существуют попытки выстроить рейтинги по числу ссылок на работы данного учёного из работ других учёных. Например, среди профессоров в одной и той же области знания лучшим экспертом по отдельному научному направлению считается тот, кто является автором публикаций именно по этому направлению. А если оба автора (в одном учёном звании) работают по одному и тому же направлению науки, то лучшим экспертом будет тот, на чьи работы ссылаются больше, следовательно, признают квалификацию другие авторы. Так формируется престиж специалиста в научном сообществе.
Среди учёных принято любую достаточно длительную работу по исследованию какой-то определённой темы завершать публикацией соответствующей монографии, которая обычно содержит детальное описание методики исследования, изложение результатов проведённой работы, а также их интерпретацию.
В учёном сообществе высоко ценится педагогическая работа. Право читать лекции в престижном учебном заведении является признанием уровня и квалификации учёного. Высоко также ценится создание научной школы, то есть подготовка нескольких учёных, развивающих идеи учителя.
Принадлежность к профессиональной науке и уровень квалификации учёного могут формально определяться местными и национальными квалификационными комиссиями (совет по защите диссертаций, аттестационная комиссия, ВАК). В СССР и России квалификация учёного формально подтверждается учёной степенью (кандидат или доктор наук) и учёным званием (доцент или профессор). Присвоение как степеней, так и званий контролируется ВАК. Учёные степени присваиваются по направлениям наук, например, кандидат физико-математических наук, кандидат юридических наук и т. п. — в настоящее время ВАК признаёт 22 таких направления. Для получения соответствующей учёной степени необходимо написать и защитить в специализированном совете диссертацию, в виде исключения и при больших научных заслугах диссертация может заменяться докладом о проделанной работе. Исключение делается очень редко, например, для Генеральных конструкторов. Обязательным условием успешной защиты является публикация и апробация результатов научной работы. Под апробацией обычно понимается выступления на конференциях, так как эта форма позволяет дискуссионно обсудить результаты и соответственно получить открытую критику, при несогласии учёного сообщества. Для получения учёного звания (доцента или профессора) кроме учёной степени требуется вести педагогическую работу, в частности иметь учебно-методические публикации. Существуют и более мелкие формальные признаки признания квалификации, например, разрешение руководить научной работой аспирантов является необходимой ступенькой перехода от кандидата к доктору.
Высшая ступень — членство в Академии наук. В России, как ранее в СССР, существует две ступени членства: первая — член-корреспондент Академии, и высшая — академик. Академии — самоорганизующиеся научные сообщества, и выбирают академиков и член-корреспондентов на своих собраниях. Кандидатов выдвигают вуз или НИИ. При этом выборы всегда происходили на многоальтернативной основе. В настоящее время в России, кроме Академии наук (без уточняющих определений), действуют отраслевые Академии, некоторые из них, например, Академия медицинских наук, имеют многолетнюю историю, другие — возникли относительно недавно. Их организация подобна организации Академии наук, но статус, естественно, ниже.

### Организации
В научном сообществе существует довольно большое количество научных организаций. Активную роль в развитии науки играют добровольные научные общества, основной задачей которых является обмен научной информацией, в том числе, в ходе проводимых конференций, и благодаря публикациям в периодических изданиях, выпускаемых обществом. Членство в научных обществах является добровольным, часто свободным и может требовать членских взносов. Государство может оказывать этим обществам различную поддержку, а общество может высказывать согласованную позицию властям. В некоторых случаях деятельность добровольных обществ охватывает и более широкие вопросы, например, стандартизации. Одним из наиболее авторитетных и массовых обществ является IEEE. Международные научные союзы допускают как коллективное, так индивидуальное членство. Национальные академии наук в некоторых странах Европы исторически выросли из национальных научных обществ. В Великобритании, например, роль Академии играет Королевское научное общество.
Первые научные общества появились в Италии в 1560-х годах — это были «Академия тайн природы» (Academia secretorum naturae) в Неаполе (1560), «Академия Линчеев» (Accademia dei Lincei — дословно, «академия рысьеглазых», то есть обладающих особой зоркостью) в Риме (1603), «Академия опытных знаний» («Академии опытов», 1657) во Флоренции. Все эти итальянские академии, в которых участвовало немало значительных мыслителей и общественных деятелей во главе с приглашённым почётным членом Галилео Галилеем, были созданы с целью пропаганды и расширения научных знаний в области физики на основе регулярных встреч, обмена идеями и проведения экспериментов. Бесспорно, они повлияли на развитие европейской науки в целом.
Необходимость ускоренного развития науки и техники потребовала от государства более активного участия в развитии науки. Соответственно, в ряде стран, например, в России, Академия создана по указу сверху. Однако в большинстве Академий наук приняты демократические уставы, обеспечивающие им относительную независимость от государства.
Научные организации:
- ЮНЕСКО (международная организация, способствует сотрудничеству учёных и других научных организаций по всему миру).
- ИЮПАК (международная организация, способствующая прогрессу в области химии).
- Международный астрономический союз (признан в качестве высшей международной инстанции в решении астрономических вопросов, требующих сотрудничества и стандартизации, таких как официальное наименование астрономических тел и деталей на них).

### Международные институты
Научные институты — академии и НИИ — сотрудничают на международном уровне. Современные крупномасштабные научные проекты, такие как расшифровка генома человека или Международная космическая станция, требуют огромных материальных затрат и координации деятельности многих научных и производственных коллективов. В большинстве случаев это эффективнее делать в международной кооперации.
Международные научные институты:
- CERN — крупнейшая в мире лаборатория физики высоких энергий и физики элементарных частиц;
- ОИЯИ — в ОИЯИ были синтезированы все трансурановые элементы, открытые в СССР и России, и повторён синтез большинства трансурановых элементов, открытых в других странах.

### Медали и премии
За научные достижения учёным присуждаются научные премии и медали.
- Нобелевская премия — самая престижная и знаменитая научная премия, присуждается в следующих направлениях:
  - Физика
  - Химия
  - Физиология или медицина
  - Литература
  - Экономические науки
- Премия и медаль Филдса — за успехи в области математики.
- Премия Неванлинны — за крупные достижения в математических аспектах информатики.
- Премия Гаусса — за выдающийся вклад в математику посредством открытий в других науках.
- Премия Крафорда — награда вручается по следующим направлениям: Астрономия и Математика, Биологические науки и Науки о Земле.
- Премия Абеля — аналог Нобелевской премии в сфере математики.
- Премия Шао — за вклад в астрономию, математику и медицину или науки о жизни.
- Премия Ветлесена — за вклад в науки о Земле, считается эквивалентом Нобелевской премии в сфере геологии и геофизики.
- Премия Тьюринга — самая престижная премия в информатике, вручаемая Ассоциацией вычислительной техники.
- Премия Декарта — за выдающиеся достижения в науке и технике.
- Большая золотая медаль имени М. В. Ломоносова — высшая награда Российской академии наук.
- Золотая медаль имени Д. И. Менделеева — научная награда Российской академии наук за выдающиеся научные работы в области химической науки и технологии.

### Юмор
Научный юмор — вид профессионального юмора, который основан на необычных или парадоксальных аспектах научных теорий и научной деятельности. Часто научный юмор не может быть адекватно воспринят и оценён людьми, не имеющими достаточных познаний в соответствующей области науки.
Также научным юмором можно назвать высмеивание учёных и некоторых аспектов науки (например, Шнобелевская премия — пародия на Нобелевскую премию).
Некоторые попытки сбора научного юмора воспринимаются с сильным непониманием. Например, был телефонный разговор составителей сборника «Физики шутят» с другими учёными, в котором собеседники составителей сказали: «наши сотрудники занимаются серьёзными делами и им не до шуток».

## Научный метод
Объективный способ рассмотрения мира отличает науку от иных способов познания, таких как обыденное, художественное, религиозное, мифологическое, эзотерическое, философское постижение мира. Например, в искусстве отражение действительности происходит как сумма субъективного и объективного, когда воспроизведение реальности обычно предполагает эмоциональную оценку или реакцию. Следование научному методу формирует научный образ мышления.
В структуру современного научного метода, то есть способа построения новых знаний, входят:
- Наблюдение фактов и измерение, количественное или качественное описание наблюдений. В таких описаниях с необходимостью используются различные абстракции.
- Анализ результатов наблюдения — их систематизация, вычленение значимого и второстепенного.
- Обобщение (синтез) и формулирование гипотез, теорий.
- Прогноз: формулирование следствий из предложенной гипотезы или принятой теории с помощью дедукции, индукции или других логических методов.
- Проверка прогнозируемых следствий с помощью эксперимента (по терминологии Карла Поппера — критического эксперимента).

На каждом этапе принципиальное значение имеет критичное отношение как к данным, так и к полученным результатам любого уровня. Необходимость всё доказывать, обосновывать проверяемыми данными, подтверждать теоретические выводы результатами экспериментов отличает науку от других форм познания, в том числе от религии, которая основывается на вере в те или иные основные догматы.
Представления о науке и научном методе — методология науки, со временем менялись.

### Направления исследований
Можно выделить три основных направления в научных исследованиях:
- Фундаментальные научные исследования — это глубокое и всестороннее исследование предмета с целью получения новых основополагающих знаний, а также с целью выяснения закономерностей изучаемых явлений, результаты которых не предполагаются для непосредственного промышленного использования. Термин фундаментальность (лат. fundare — «основывать») отражает направленность этих наук на исследование первопричинных, основных законов природы.
- Прикладные научные исследования — это такие исследования, которые используют достижения фундаментальной науки для решения практических задач. Результатом исследования является создание и совершенствование новых технологий.
- Научно-исследовательские и опытно-конструкторские разработки (НИОКР) — здесь соединяется наука с производством, тем самым обеспечивая как научные, так и технические и инженерные проработки данного проекта. Иногда полученные результаты могут привести к научно-технической революции.

### Опыты на себе
Многие учёные проводили научные эксперименты на себе.
- Успешный опыт с самозаражением одного из первооткрывателей микроорганизма Helicobacter pylori — профессора Барри Маршалла и группы добровольцев послужил ещё одним убедительным научным доказательством существования фактора, которому сегодня отводят одно из первых мест в этиологии хронического гастрита. В 2005 году Барри Маршалл и его напарник Робин Уоррен за своё открытие были удостоены Нобелевской премии.

## Философия науки
Философия науки — раздел философии, представленный множеством оригинальных концепций, предлагающих те или иные модели познавательной деятельности и развития науки. Она сосредоточена на выявлении роли и значимости науки, характеристик науки, позволяющих отличить её от других видов познавательной деятельности.
Философия науки имеет статус исторического социокультурного знания независимо от того, ориентирована она на изучение естествознания или социально-гуманитарных наук. Философа науки интересует научный поиск, «алгоритм открытия», динамика развития научного знания, методы и принципы исследовательской деятельности. (Философия науки, хотя и интересуется разумным развитием наук, но всё же не призвана непосредственно обеспечивать их разумное развитие, как это призвана обеспечивать многоотраслевая метанаука).
Если основная цель науки — получение истины, то философия науки является одной из важнейших для человечества областей применения его интеллекта, в рамках которой ведётся обсуждение вопроса «как возможно достижение истины?»

### Границы знания
Убеждённость во всемогуществе науки и уверенность в том, что в силу непрерывности процесса накопления научного знания, непознанное остаётся таковым лишь временно, является непрерывным стимулом для продуктивной деятельности постоянно обновляющегося научного общества. Между тем этот постулат не может в рамках научного метода ни быть экспериментально опровергнутым, ни доказанным, и потому в силу критерия Поппера не считается научным.
Однако имеется возможность отделить область, в которой наука компетентна в отношении познания объективно существующей реальности, от знаний о той части этой реальности, которая принципиально не может быть исследована при использовании научного метода. Этот раздел проходит по линии разграничения вопросов, задаваемых природе, на такие, которые подразумевают принципиальную возможность получить на них достоверные ответы опытным путём, и такие, которые таковыми лишь кажутся.
Широко известна теорема Гёделя о неполноте, согласно которой в рамках любой формальной системы, включающей арифметику натуральных чисел, если эта система непротиворечива, нельзя доказать её непротиворечивость.
Так Лобачевский ещё в 1829 году в работе «О началах геометрии» представил неевклидову геометрию пространства, такую же свободную от противоречий, как и евклидова. Таким образом, он показал, что пространство, может быть описано двумя различными несовместимыми, но внутренне логически непротиворечивыми геометриями[уточнить].
Алан Тьюринг доказал в 1936 году, что проблема остановки неразрешима на универсальной вычислительной машине, не существует общего алгоритма решения этой проблемы даже при наличии точного логического описания.

### Достоверность знания
Наука оперирует моделями реальных объектов, в той или иной степени отличающимися от реального мира. Возникающая при этом проблема носит название «соотношение карты и территории».
Одной из проблем философии науки, гносеологии, является проблема достоверности научного знания. В общем случае эта проблема сводится к вопросу: «Объективно ли научное знание?». Наиболее распространённым ответом является «умеренно релятивистский»: достигнутое научное знание является достоверным (объективным), если на данный момент оно подтверждено множеством независимых источников и наблюдений.

### Критика науки философами
Антисциентисты считают, что наука не способна доказать свои базисные утверждения, следовательно её мировоззренческие выводы логически некорректны, а потому сциентизм считается недостаточно обоснованным для признания справедливым основных тезисов данного направления.
Как это ни парадоксально, но именно в эпоху Просвещения усиливается поток предостережений против науки. Например, Жан-Жак Руссо писал о том, что в научных исследованиях возникает множество опасностей и ложных путей. Перед тем как достичь пользы, которую принесёт истина, приходится пройти множество ошибок — прежде чем она будет достигнута. Он считает, что если науки не в силах решить те задачи, которые они ставят, то они таят ещё бо́льшие опасности, к которым зачастую и приводят. «Науки рождены в праздности и питают потом праздность, при этом имея некомпенсируемые потери времени», — в этом Руссо видел неизбежный вред для общества.
Основатель Берлинской Академии наук Лейбниц в памятной записке, которая легла в основу документа о создании Академии в 1700 г., писал, что её деятельность не должна направляться только на удовлетворение жажды познаний и на бесполезные эксперименты: работу и науку надо совместно направлять на достижение пользы.
Н. П. Огарёв писал, что у науки пока ещё нет такой повсеместности, чтобы общественность двигалась исключительно основываясь на ней. В науке нет той определённости и полноты содержания, чтобы каждый человек уверовал в неё[уточнить].
Суждения русских религиозных мыслителей, в частности Н. Бердяева (1874—1948), Л. Шестова (1866—1938), С. Франка (1877—1950), занимают особую страницу в критике науки. «Вера в бога науки ныне пошатнулась, — убеждён Н. Бердяев, — доверие к абсолютной науке, к возможности построить научное мировоззрение, удовлетворяющее природу человека, подорвано». Причины того он видит в том, что «в область научного знания вторгаются новые явления, которые казённый догматизм учёных недавно ещё отвергал как сверхъестественное… А с другой стороны, философия и гносеология выяснили, что наука сама себя не может обосновать, не может укрепить себя в пределах точного знания. Своими корнями наука уходит в глубь, которую нельзя исследовать просто научно, а верхами своими наука поднимается к небу. <…> Даже для людей научного сознания становится всё ясней и ясней, что наука просто некомпетентна в решении вопроса о вере, откровении, чуде и т. п. Да и какая наука возьмёт на себя смелость решать эти вопросы? Ведь не физика же, не химия, не физиология, не политическая экономия или юриспруденция? Науки нет, есть только науки [В значении дисциплины]. Идея науки, единой и всё разрешающей, переживает серьёзный кризис, вера в этот миф пала. <…> Наука есть лишь частная форма приспособления к частным формам бытия».
Бердяев по-своему решает проблему сциентизма и антисциентизма, замечая, что «никто серьёзно не сомневается в ценности науки. Наука — неоспоримый факт, нужный человеку. Но в ценности и нужности научности можно сомневаться. Наука и научность — совсем разные вещи. Научность есть перенесение критериев науки на другие области, чуждые духовной жизни, чуждые науке. Научность покоится на вере в то, что наука есть верховный критерий всей жизни духа, что установленному ей распорядку всё должно покоряться, что её запреты и разрешения имеют решающее значение повсеместно. Научность предполагает существование единого метода… Но и тут можно указать на плюрализм научных методов, соответствующий плюрализму науки. Нельзя, например, перенести метод естественных наук в психологию и в науки общественные». И если науки, по мнению Н. Бердяева, есть сознание зависимости, то научность есть рабство духа у низших сфер бытия, неустанное и повсеместное сознание власти необходимости, зависимости от «мировой тяжести». Бердяев приходит к выводу, что научная общеобязательность — это формализм человечества, внутренне разорванного и духовно разобщённого.
Л. Шестов пишет, что наука покорила и соблазнила человечество не своим всеведением и не доказательством невозможности удовлетворительного разрешения всех сомнений тревожащих людей, а житейскими благами, вскружившими голову столь долго бедствующему человечеству. Он ссылается на Толстого, Достоевского и других авторов, пытавшихся противопоставить мораль науке, но чьи старания не смогли этого сделать. «Закон или норма является отцом двух сестёр — науки и нравственности. Они могут быть во вражде временами и порою даже ненавидеть друг друга, но рано или поздно скажется их общее родство, и они непременно помирятся».
Ещё Шестов указывает множество единичных фактов[каких?], выбрасываемых наукой за борт словно ненужный и лишний балласт. Наука, по его мнению, обращает свой взор лишь на те явления, которые случаются постоянно и с известной правильностью. Самым драгоценным материалом для науки являются случаи, в которых явление может быть вызвано искусственно, то есть когда есть возможность эксперимента. Он задаётся вопросом, как же тогда быть с единичными, не повторяющимися и не вызываемыми случаями. Наука, по его мнению, требует молчать о них. Шестов обращается к современникам с тем, чтобы те забыли научное донкихотство и постарались довериться себе. Однако, многие единичные явления (которые на определённом этапе истории только кажутся уникальными, что является одним из важных свойств исторического развития науки) могут быть изучены при накоплении фактов о них, которые, впоследствии могут обобщаться и систематизироваться в какую-либо теорию, например, коренной перелом в представлениях о кометах произошёл благодаря Э. Галлею: до него каждую из них считали посещающими Солнечную систему один раз (уникальными), учёный же, вычислив орбиты 24 комет, идентифицировал несколько как одну, названную потом его именем, и, главное, предсказал её новое появление.
Представители интегрального традиционализма характеризуют современную науку как редукционистскую, натуралистскую, эволюционистскую, секуляристскую и рационалистическую, и считают её необъективной и предубеждённой. По их мнению, наука — это догматическая система верований, базирующихся на непроверенной эпистемологии, которая не является знанием вообще или, как минимум, представляет собой существенно ограниченный взгляд на действительность, упускающий многое сугубо за счёт своей методологии.
Станислав Лем писал (например, в «Summa Technologiae») о некоторой искусственности человеческого научного подхода к изучению Вселенной и его ограниченности вследствие этого:

…наше неумение поставить Природе правильный вопрос. Человек задаёт Природе множество вопросов, с её «точки зрения» бессмысленных, и желает получить ответы однозначные и укладывающиеся в любезные ему схемы. Одним словом, мы стремимся открыть не Порядок вообще, а лишь некоторый определённый порядок, наиболее экономный («бритва Оккама»!), однозначный (не позволяющий интерпретировать себя различными способами), всеобщий (господствующий во всём Космосе), независимый от нас (независимый от того, как и кто его изучает) и неизменный (то есть такой, для которого законы Природы не изменяются с течением времени). Но всё это постулаты, введённые исследователем, а не открывшиеся нам истины. Ни Космос не был создан для нас, ни мы для него. Мы — побочный продукт звёздной эволюции, а такую продукцию Вселенная производила и производит в огромном количестве.

Соответственно, некоторые вышеуказанные фундаментальные принципы относятся к классической науке (основанной на механицистской картине мира), которые изменились или дополнились в неклассической и постнеклассической картинах мира (например, принцип влияния наблюдения и наблюдателя на квантовые процессы, или принцип изменения законов природы во времени в некоторых космогонических теориях).

### Мотивы научного исследования
По мнению А. Эйнштейна:

Одно из наиболее сильных побуждений, ведущих к <…> науке, — это желание уйти от будничной жизни с её мучительной жестокостью и безутешной пустотой <…> Эта причина толкает людей с тонкими душевными струнами от личных переживаний в мир объективного видения и понимания. …
К этой негативной причине добавляется и позитивная. Человек стремится каким-то адекватным способом создать в себе простую и ясную картину мира для того, чтобы оторваться от мира ощущений, чтобы в известной степени заменить этот мир созданной таким образом картиной.

Существует также точка зрения, согласно которой главной причиной занятий наукой (как и любой другой деятельностью, направленной на создание культурной продукции), является несознательное проявление полового отбора в виде ухаживания, что объясняет непропорционально большое количество мужчин среди учёных и соответствие периодов высокой интеллектуальной и сексуальной активности в жизни человека.

## Научная картина мира
Научная картина (модель) мира — система представлений о свойствах и закономерностях реальной действительности, построенная в результате обобщения и синтеза научных понятий и принципов.
В процессе развития науки происходит постоянное обновление знаний, идей и концепций, более ранние представления становятся частными случаями новых теорий. Научная картина мира не догма и не абсолютная истина. Научные представления об окружающем мире основаны на всей совокупности доказанных фактов и установленных причинно-следственных связей, что позволяет с определённой степенью уверенности делать способствующие развитию человеческой цивилизации заключения и прогнозы о свойствах нашего мира. Несоответствие результатов проверки теории, гипотезе, концепции, выявление новых фактов — всё это заставляет пересматривать имеющиеся представления и создавать новые, более соответствующие реальности. В таком развитии — суть научного метода.

## Классификация
Попытки классифицировать области человеческого знания по различным основаниям предпринимались ещё со времён античности.
Так, Аристотель подразделял науки на три разновидности, которые выстраивал в своеобразную иерархию:
1. Высшей группой наук являются науки теоретические (или, созерцательные), от др.-греч. θεωρία «теория, созерцание» (философия, физика и математика).
2. Ниже следуют науки практические, от др.-греч. πράξις «практика» (политика, этика и экономика).
3. Завершают иерархию науки творческие, поэтические, от др.-греч. ποιησις «творчество» (риторика и поэтика).

Созданную им формальную логику Аристотель не отождествлял с философией, считал «органом» (орудием) всякого познания.
Классификация римского энциклопедиста Марка Варрона включала в себя следующие науки: грамматика, диалектика, риторика, геометрия, арифметика, астрология, музыка, медицина и архитектура.
Мусульманские арабские учёные делили науки на арабские (поэтика, ораторское искусство) и иностранные науки (астрономия, медицина, математика).

### В средние века
Попытки классификации продолжились в средние века. Гуго Сен-Викторский в Дидаскаликоне делит науки на четыре группы:
1. Теоретические науки (математика, физика).
2. Практические науки.
3. Механические науки (навигация, сельское хозяйство, охота, медицина, театр).
4. Логика, включающая грамматику и риторику.

Ф. Бэкон разделил науки на 3 группы (в зависимости от таких познавательных способностей, как память, рассудок, воображение):
1. история как описание фактов (в том числе естественная и гражданская);
2. теоретические науки, или «философия» в широком смысле слова;
3. поэзия, литература, искусство вообще[35].

Роджер Бэкон также выделял четыре класса наук: грамматика и логика, математика, натурфилософия, метафизика и этика. При этом основой наук о природе он считал математику.

### Классификация наук Энгельса
С 1873 года Энгельс разрабатывал классификацию форм движения материи (классификацию наук) — принцип координации наук.
Объекты, изучаемые различными науками, переходят один в другой. Процесс развития движущейся материи (от низшего к высшему, от простого к сложному) был назван принцип субординации.
Было указано, что науки располагаются естественным образом в единый ряд: механика… физика… химия… биология. Был построен ряд наук: математика, механика, химия, физика, биология.
На стыках наук появились наиболее переходные перспективные области новых наук: биохимия, психолингвистика, информатика.

### Классификация наук Кедрова
Советский философ, историк и методолог науки Б. М. Кедров разработал более подробную классификацию наук. Кедров разделил всю действительность на природу и человека. В человеке он выделил общество и мышление. Науки о природе — естественные, об обществе — социальные, и о мышлении — философские.
Б. Кедров различал шесть основных форм движения материи в советской философии:
- субатомно-физическую
- химическую
- молекулярно-физическую
- геологическую
- биологическую
- социальную.

### Прочие классификации
Такие науки, как математика, логика, информатика, кибернетика иногда выделяются в отдельный класс — формальные науки, иначе называемые абстрактными науками. Формальным наукам противопоставляются естественные и социальные науки, которые получают общее обозначение эмпирические науки. Другие же учёные считают математику точной наукой, а остальные когнитивными науками.
Гуманитарные науки часто (особенно в англоязычных странах) рассматриваются как отдельная область исследовательской деятельности (группа дисциплин), отличная от науки — Humanities.

### В современной России
В 2015 году для структурирования науки в России ФАНО официально разделило все науки на четыре секции:
1. Математические, физические, компьютерные и технические науки
2. Химические науки
3. Науки о жизни — биологические и медицинские науки
4. Науки об окружающей среде — науки о Земле, экология и другие.

## Создание новой науки
Создание новой науки (самостоятельного научного направления) сопровождается этапами:
- выделение нового объекта исследования;
- создание новых методов исследования этого объекта;
- определение предмета и содержания новой науки (научные труды, обучающие курсы, музеи, конференции, номенклатура и пр.);
- формирование научной школы и преемственности новой области знаний.

Наука считается самостоятельной дисциплиной, если в процессе развития её предмет осознаётся, имеются существенные систематизированные основы её научного содержания и созданы специфические методы.
Примером создания новых наук в естествознании могут быть науки геологического цикла.

## Элементы научного знания
- Естествознание (учение о природе, естественные науки)
- Технознание (учение о технике, технические науки)
- Обществознание (учение об обществе, общественные науки)
- Человековедение (учение о человеке, гуманитарные науки)

## Научная литература
Научная литература — научные труды, монографии и журналы.
От обычной литературы и философских трудов их отличает доказательность мыслей, основанной на достоверных экспериментах и опоре на научные источники.

## Популяризация науки
Популяризация науки — процесс распространения научных знаний в современной и доступной форме для широкого круга людей.
Популяризация науки, «перевод» специализированной информации на язык малоподготовленного слушателя, читателя — одна из самых важных задач, стоящих перед учёными-популяризаторами.
Задача популяризатора науки — превратить так называемую «скучную, сухую» научную информацию в интересную, понятную и доступную всем информацию. Направлена эта информация может быть как на всё общество, так и на его часть, подрастающее поколение, — талантливых школьников.
Важную роль в популяризации науки играет научная фантастика. Именно она предсказала множество научных открытий. Существенный вклад в это внёс фантаст Жюль Верн.
Приход молодёжи в науку и высокотехнологичные области производства, внимание непосвящённой части общества к научным проблемам зависят от уровня популяризации.
Учёные, как носители научной информации, заинтересованы в её сохранении и приумножении, чему способствует приток в неё молодёжи. Ведь популяризация науки увеличивает количество людей, интересующихся наукой, и стимулирует вступление их в неё.
Часто бывает, что при популяризации научной информации она упрощается и постепенно превращается в научный миф.
Также бывает, что при популяризации науки возникают такие научно-популярные клише как: тайны мироздания, «учёные открыли», и т. д.
Тихо Браге считал, что научные знания должны быть доступны только правителям, умеющим ими пользоваться. Академик РАН Людвиг Фаддеев так высказался о популяризации науки:

Мы отдаём себе отчёт, что должны всё-таки объяснять людям, налогоплательщикам, что мы делаем. Но нужно популяризировать те области науки, которые уже полностью понятны. Современную науку труднее популяризировать. Рассказывать про всякие кварки, струны, поля Янга-Миллса… получается нехорошо — с обманами.

По утверждению Ивана Ефремова, в СССР на заседаниях комиссий и редакций некоторые учёные говорили, что научно-популярная литература — пустяки.
Согласно опросу ВЦИОМ, 81 % россиян не смог назвать ни одного российского учёного-современника.

## Наука и псевдонаука
Псевдонаука — деятельность, имитирующая научную деятельность, но по сути таковой не являющаяся. Характерными чертами псевдонаучной теории являются игнорирование или искажение фактов, нефальсифицируемость (несоответствие критерию Поппера), отказ от сверки теоретических выкладок с результатами наблюдений в пользу апелляциям к «здравому смыслу», «очевидности» или «авторитетному мнению», использование в основе теории не подтверждённых независимыми экспериментами данных, невозможность независимой проверки или повторения результатов исследований, использование в научной работе политических и религиозных установок, догм.
Разработчики непризнанных научным сообществом теорий нередко объявляют себя «борцами с закостенелой официальной наукой». При этом они считают, что представители «официальной науки», например, члены комиссии по борьбе с лженаукой, отстаивают групповые интересы (круговая порука), политически заангажированы, не желают признавать свои ошибки и, как следствие, отстаивают «устаревшие» представления в ущерб новой истине, которую несёт именно их теория.
Часть ненаучных концепций получили название паранаука.